# 三田村泰助
三田村泰助（1909年10月9日—1989年9月23日）是一位日本历史学家。

## 生平
1909年出生于日本福井县南条郡武生町（现越前市）。1933年毕业于京都大学文学部东洋史学科，师从内藤湖南和羽田亨。1949年到1980年担任立命馆大学教授。专攻明清史。和老师羽田亨共同编纂《满和辞典》。

## 荣誉
1963年《宦官》获得毎日出版文化奖。

## 著作
- 《宦官》，2021年8月，江苏人民出版社，ISBN 9787214260437
- 《明帝国与倭寇》，2021年4月，四川人民出版社，ISBN 9787220114656

## 纪念论集
- 東洋史論叢　三田村博士古稀記念 立命館大学人文学会, 1980